# Tot ziens, Justine Keller
Tot ziens, Justine Keller is een muziekalbum uit 2011 van Spinvis. Het album werd opgenomen in Het Vaticaan te Nieuwegein gedurende de periode december 2010 tot en met augustus 2011. Het is een soort conceptalbum over een terugdenken aan vakantie/geluk. Spinvis gaf aan dat zijn belangrijkste wapen de melodie is, de melodie wordt ondersteund door een soort minimal music overgezet naar de popmuziek. Spinvis' zang heeft veel weg van mijmeren. Spinvis vertelt in een optreden bij De Wereld Draait Door dat Justine Keller niet een echt persoon is, maar "een geest. Het is niet een vrouw, het is de liefde zelf." Het denkbeeldige personage Justine Keller is gebaseerd op actrice Marthe Keller, op wie Spinvis verliefd was toen hij dertien was. Het nummer Oostende refereert aan Marvin Gaye, niet alleen voor wat betreft de tekst, maar ook de zwoele muziek. Oostende en kom terug verschenen als single, die laatste stond vier weken in de onderste regionen van de singlelijst. Een eerdere, Engelstalige versie van het lied verscheen in 1995 in eigen beheer onder de titel Beautiful to me.
Het boekwerkje werd voorzien van tekeningen van Hanco Kolk.

## Musici
- Spinvis - alle muziekinstrumenten

met
- Ro Krauss - altviool (track 5, 8, 9, 11, 12)
- Saartje van Camp - cello, zang (track 3, 5, 8, 9, 10, 11, 12)
- Jeffrey Bruinsma - viool (tracks 5, 8, 9, 11, 12)
- Cor van Ingen - baritonbas (track 8)

## Muziek
| Nr. | Titel                     | Duur |
| --- | ------------------------- | ---- |
| 1.  | Oostende                  | 6:05 |
| 2.  | kom terug                 | 3:51 |
| 3.  | de grote zon              | 3:16 |
| 4.  | heel goed nieuws          | 3:38 |
| 5.  | club insomnia             | 6:29 |
| 6.  | Ronnie knipt zijn haar    | 2:29 |
| 7.  | begin oktober             | 3:19 |
| 8.  | we vieren het toch        | 5:41 |
| 9.  | jij wint                  | 4:43 |
| 10. | koning alcohol            | 4:10 |
| 11. | Overvecht                 | 2:45 |
| 12. | tot ziens, Justine Keller | 4:28 |

## Hitnoteringen

### NederlandseAlbum Top 100
| Hitnotering: 12-11-2011 t/m 28-04-2012 | Hitnotering: 12-11-2011 t/m 28-04-2012 | Hitnotering: 12-11-2011 t/m 28-04-2012 | Hitnotering: 12-11-2011 t/m 28-04-2012 | Hitnotering: 12-11-2011 t/m 28-04-2012 | Hitnotering: 12-11-2011 t/m 28-04-2012 | Hitnotering: 12-11-2011 t/m 28-04-2012 | Hitnotering: 12-11-2011 t/m 28-04-2012 | Hitnotering: 12-11-2011 t/m 28-04-2012 | Hitnotering: 12-11-2011 t/m 28-04-2012 | Hitnotering: 12-11-2011 t/m 28-04-2012 | Hitnotering: 12-11-2011 t/m 28-04-2012 | Hitnotering: 12-11-2011 t/m 28-04-2012 | Hitnotering: 12-11-2011 t/m 28-04-2012 |
| Week:                                  | 1                                      | 2                                      | 3                                      | 4                                      | 5                                      | 6                                      | 7                                      | 8                                      | 9                                      | 10                                     | 11                                     | 12                                     | 13                                     |
| -------------------------------------- | -------------------------------------- | -------------------------------------- | -------------------------------------- | -------------------------------------- | -------------------------------------- | -------------------------------------- | -------------------------------------- | -------------------------------------- | -------------------------------------- | -------------------------------------- | -------------------------------------- | -------------------------------------- | -------------------------------------- |
| Positie:                               | 5                                      | 13                                     | 21                                     | 26                                     | 43                                     | 25                                     | 43                                     | 40                                     | 34                                     | 24                                     | 19                                     | 22                                     | 27                                     |
| Week:                                  | 14                                     | 15                                     | 16                                     | 17                                     | 18                                     | 19                                     | 20                                     | 21                                     | 22                                     | 23                                     | 24                                     | 25                                     |                                        |
| Positie:                               | 32                                     | 31                                     | 43                                     | 58                                     | 66                                     | 70                                     | 82                                     | 95                                     | 91                                     | 72                                     | 92                                     | 96                                     | uit                                    |

### VlaamseUltratop 100Albums
| Hitnotering: 12-11-2011 t/m 18-02-2012 | Hitnotering: 12-11-2011 t/m 18-02-2012 | Hitnotering: 12-11-2011 t/m 18-02-2012 | Hitnotering: 12-11-2011 t/m 18-02-2012 | Hitnotering: 12-11-2011 t/m 18-02-2012 | Hitnotering: 12-11-2011 t/m 18-02-2012 | Hitnotering: 12-11-2011 t/m 18-02-2012 | Hitnotering: 12-11-2011 t/m 18-02-2012 | Hitnotering: 12-11-2011 t/m 18-02-2012 | Hitnotering: 12-11-2011 t/m 18-02-2012 | Hitnotering: 12-11-2011 t/m 18-02-2012 | Hitnotering: 12-11-2011 t/m 18-02-2012 | Hitnotering: 12-11-2011 t/m 18-02-2012 | Hitnotering: 12-11-2011 t/m 18-02-2012 | Hitnotering: 12-11-2011 t/m 18-02-2012 | Hitnotering: 12-11-2011 t/m 18-02-2012 | Hitnotering: 12-11-2011 t/m 18-02-2012 |
| Week:                                  | 1                                      | 2                                      | 3                                      | 4                                      | 5                                      | 6                                      | 7                                      | 8                                      | 9                                      | 10                                     | 11                                     | 12                                     | 13                                     | 14                                     | 15                                     |                                        |
| -------------------------------------- | -------------------------------------- | -------------------------------------- | -------------------------------------- | -------------------------------------- | -------------------------------------- | -------------------------------------- | -------------------------------------- | -------------------------------------- | -------------------------------------- | -------------------------------------- | -------------------------------------- | -------------------------------------- | -------------------------------------- | -------------------------------------- | -------------------------------------- | -------------------------------------- |
| Positie:                               | 37                                     | 28                                     | 32                                     | 39                                     | 52                                     | 69                                     | 63                                     | 76                                     | 75                                     | 84                                     | 68                                     | 82                                     | 74                                     | 93                                     | 91                                     | uit                                    |